# コナミの関連企業
コナミの関連企業（コナミのかんれんきぎょう）では、コナミグループの「日本のグループ会社」「海外のグループ会社」「かつて存在した日本のグループ会社」「業務提携先」について記載する。 

## 日本のグループ会社
株式会社コナミデジタルエンタテインメント
2006年3月設立。モバイルゲーム、家庭用ゲーム、カードゲーム、音楽・映像ソフト、グッズ等の企画、制作、製造及び販売。
株式会社コナミアミューズメント
アミューズメントマシンの制作・製造・販売。
コナミスポーツ株式会社
1973年3月設立。フィットネス、スイミング・体操・ダンス・サッカー・テニス・ゴルフなどのスクール運営、およびスポーツ関連商品の開発・製造・販売。
その他の関連企業
- 株式会社インターネットレボリューション - 2006年2月設立。コナミデジタルエンタテインメント（以下「KDE-J」）事業でのシステム業務、インターネットサービスの開発・運営。
- KME株式会社 - 2010年10月設立。コナミグループが創出する音楽著作権の管理、及びそれに関連する業務。
- コナミビジネスエキスパート株式会社 - 2015年3月設立。コナミグループ共通の専門業務。
- コナミリアルエステート株式会社 - 1987年12月設立。コナミグループ保有の不動産管理。

## 海外のグループ会社
アメリカ
- Konami Corporation of America - 米国持株会社
- Konami Digital Entertainment, Inc. - モバイルゲーム、家庭用ゲーム、カードゲーム、音楽・映像ソフト、グッズ等の企画、制作、製造及び販売。
- Konami Gaming, Inc. - ラスベガスにてゲーミング（カジノ）機器の開発・製造・販売。
- Konami Cross Media NY - エンタテインメントコンテンツの企画、制作、配給及びライセンス管理。

ヨーロッパ
- Konami Digital Entertainment B.V. - モバイルゲーム、家庭用ゲーム、カードゲーム、音楽・映像ソフト、グッズ等の企画、制作、製造及び販売。所在地はイギリス。

アジア・オセアニア
- Konami Digital Entertainment Limited - モバイルゲーム、家庭用ゲーム、カードゲーム、音楽・映像ソフト、グッズ等の企画、制作、製造及び販売。所在地は香港。
- Konami Amusement (Thailand) Co.,Ltd. - アミューズメントマシンの販売及びサービスの提供。所在地はタイ。
- Konami Australia Pty Ltd - シドニーにてゲーミング（カジノ）機器の開発・製造・販売。所在地はオーストラリア。

## 関連団体
- 一般財団法人上月財団 - スポーツ・教育・文化の振興と発展、並びにより良い社会の形成等、公益の増進を目的に事業を展開。

## かつて存在した日本のグループ会社
コナミコンピュータエンタテインメントスタジオ
「実況パワフルプロ野球」などが代表作。KDE-Jパワプロプロダクション（後のベースボールコンテンツプロダクション）の母体となるが、2015年3月にKDE-Jの組織再編に伴い、プロダクションも解散。
コナミコンピュータエンタテインメント東京
「ウイニングイレブン」「ときめきメモリアル」などが代表作。2005年4月に本社へ吸収。
コナミコンピュータエンタテインメントジャパン
「メタルギアソリッド」「遊☆戯☆王デュエルモンスターズ」などが代表作。KDE-J小島プロダクションの母体となるが、2015年3月にKDE-Jの組織再編に伴い、プロダクションも解散。
コナミコンピュータエンタテインメント名古屋
主にGB用ソフトを中心に開発していた。2002年12月に解散。
※ ゲームソフト開発子会社の社名の変遷についてはこちらを参照のこと。
モバイル21
携帯ゲーム機向けソフト開発のために設立された、任天堂との合弁会社。
コナミモバイル&オンライン→コナミオンライン
携帯電話コンテンツ事業やe-AMUSEMENTを運営。現在は前者がKDE-J、後者がコナミアミューズメントがそれぞれ運営。
コナミミュージックエンタテインメント→コナミメディアエンタテインメント
音楽・映像ソフトや出版物の発行・販売。現在はKDE-Jが発行・販売している。
コナミスポーツ（旧ピープル・現コナミスポーツクラブ）
現在のコナミスポーツクラブの法人格は当社のものである。
コナミスポーツライフ（旧ナプス・現コナミスポーツクラブ）
旧ピープルの子会社で、買収時に旧ピープルからコナミに株式譲渡。その後コナミスポーツと合併しコナミスポーツ&ライフ→コナミスポーツクラブとなる。
コナミスポーツライフ（現コナミスポーツクラブ）
2015年10月に「株式会社コナミスポーツ&ライフ」が商号を「株式会社コナミスポーツクラブ」に変更したタイミングで、健康食品や機器の開発・販売を行う株式会社コナミスポーツライフとして新設分割された。
コナミ出版
1980年代後半にゲーム攻略本や若者向け雑誌「Nan?Da」を刊行。現在KDE-Jは雑誌を発行していない。
コナミアミューズメントオペレーション
ゲームセンター「チルコポルト」を運営。現在は株式会社アムリードに営業譲渡され「アミュージアム」となっている。
コナミマーケティング
小売店やエンドユーザーと直接関わる、コナミグループの営業部門。2005年10月に物流・保守部門を分割してコナミロジスティクス&サービス（現：コナミマニュファクチャリング&サービス）を設立後コナミ本社に吸収合併、現在はコナミデジタルエンタテインメントなど各事業会社が直接営業を行う。
コナミキャリアマネジメント株式会社
コナミグループの新卒・中途採用を一手に担っていた。現在は、コナミデジタルエンタテインメントなど各事業会社の人事部が担当。
コナミスタイルドットコム
e-コマース事業。オンラインショップ「konamistyle」を運営。コナミマーケティングへの吸収合併やコナミ本社直営期を経て、現在はKDE-Jが運営。
メガサイバー
携帯電話コンテンツ事業を運営。2006年10月に完全子会社化、2007年4月にKDE-Jに吸収合併。
ハドソン
ゲームソフトメーカー。2001年より資本参加し、2005年に連結子会社化、2011年4月に完全子会社化。そして2012年3月にKDE-Jに吸収合併。
コンビウェルネス
健康関連機器メーカー。2006年にベビー用品専業メーカー・コンビより買収・完全子会社化し、コナミスポーツ&ライフの傘下に置く。2012年6月にコナミスポーツ&ライフに吸収合併。
デジタルゴルフ
ゴルフシミュレーターの開発など。2011年3月に完全子会社化。2014年1月にKDE-Jに吸収合併。ゴルフ製品事業自体は2016年11月にコナミアミューズメントへ移管。
コナミマニュファクチャリング＆サービス
コナミグループ製品の製造・保守・運送部門。2014年4月にKDE-Jに吸収合併。
KPE・高砂販売
パチンコ・パチスロ機器の販売。2012年2月にKPE・高砂電器産業（現・コナミアミューズメント）の折半出資で設立、同年4月に両社の営業部門を統合。2017年4月にコナミアミューズメントへ吸収合併。

## 業務提携先
かつてグループ会社だった企業。
- 元気（現：ダイコク電機グループ） - 2002年1月に資本参加し、関連会社化。2005年3月に資本関係を解消。
- タカラ（現：タカラトミー） - 2000年7月に資本参加し、関連会社化。2005年4月に資本関係を解消。

## その他
- スターン・エレクトロニクス - かつてのアメリカ合衆国のピンボール5大メーカーのひとつで、テレビゲーム参入時はのゲームのライセンスを独占していた。企業自体は消滅しており、現在のスターン社とは別会社。

## ゲームソフト開発子会社の社名の変遷
2005年4月1日にコナミに吸収合併されたゲームソフト開発子会社は、2000年から2001年にかけて短期間で社名が変更された。
「コナミコンピュータエンタテインメント○○」（○○は地名）は「KCE○○」という略称で呼ばれていたが、2000年に「略称が幅広く親しまれているため」として略称を正式な社名としている。
2001年、「コナミグループの拡大と発展のためのグループ企業としての立場の明確化」を理由に社名を「コナミコンピュータエンタテインメント○○」に戻し、略称も従来の「KCE○○」から、3レターコード（都市コード）を取り入れた「コナミ○○○」に変更し、各社が使用していた独自のCIも廃止された。